# Úrsula Garcia
Úrsula Garcia (Aracati, 3 de março de 1864 — Recife, 26 julho de 1905) foi uma poeta, cronista, contista, romancista e jornalista brasileira.

## Vida

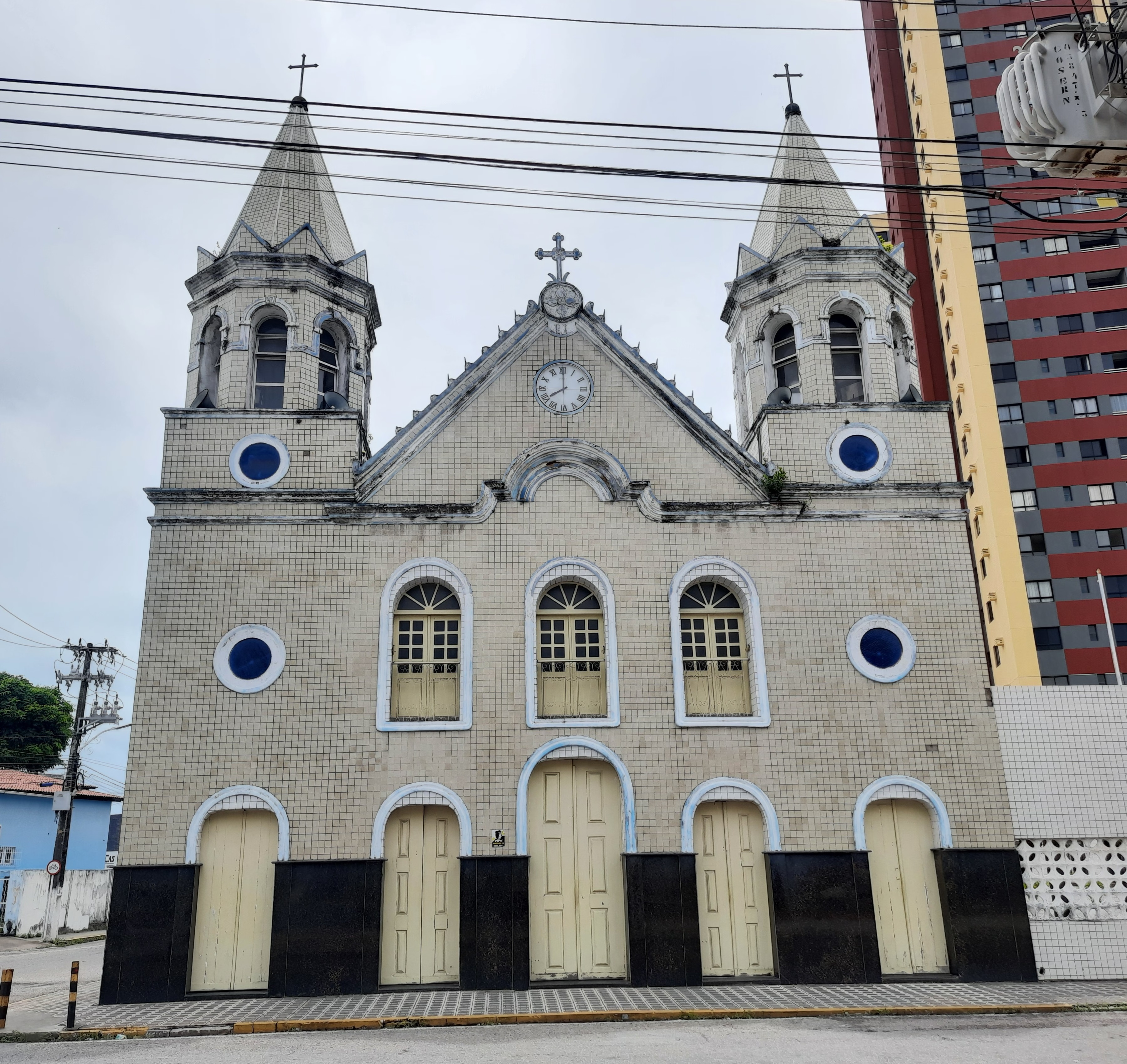
Igreja Matriz de Bom Jesus das Dores no bairro da Ribeira em Natal, capital do estado do Rio Grande do Norte, no Brasil. Local onde Úrsula Garcia casou-se.

Úrsula Garcia era filha de Francisco Amintas da Costa Barros, juiz e político, e Rita Garcia da Costa Barros. Por volta dos seus 4 anos de idade, Úrsula e a família se mudam para o Rio Grande do Norte por conta do trabalho de Francisco. Sua educação primária foi realizada pelo pai.
Ela se casa na Igreja Bom Jesus das Dores, em 05 de dezembro de 1887, com o promotor e primo José Alexandre Amorim Garcia. Úrsula se muda de Natal para o Recife após seu casamento. Seu casamento durou poucos anos, pois José Alexandre faleceu em 09 de maio de 1891. A causa de sua morte possivelmente foi varíola, a mesma que acometeria Úrsula quatorze anos depois. O casal não teve filhos. Com a morte do marido, Úrsula realiza trabalhos de costura e escreve diversas obras literárias para se manter financeiramente.
Úrsula morre em 1905, em Recife, de varíola hemorrágica, aos 37 anos.

## Obra
No jornal de seu pai o Rio Grande do Norte escrevia artigos de política regional, artigo de fundo, crônica, crônica política, ou seja, Úrsula Garcia escreveu textos sobre política local para o jornal.
Em 1901 Úrsula Garcia funda ao lado de Amélia Freias Beviláqua e Ana Nogueira Batista e passa a colaborar com a revista mensal O Lyrio. Em 1903 exerceu na revista as funções de editora e secretária. No Recife, Úrsula Garcia também colaborou com o Correio do Recife e A Vitória e publicou romances e poesia.  Garcia, ainda no Recife, participa como sócia fundadora da Oficina Martins Júnior e frequenta a Livraria Silveira.
Publicou três livros: Livro de Bela em 1901, uma homenagem a sobrinha que faleceu em seus braços, Romance de Áurea em 1904 e O livro da Saudade que não possui uma datação. E também em periódicos: O Lyrio, Gazeta do Café, A Província, Potiguarana e Almanaque de Pernambuco todos de Recife, O Phanal, de Jaboatão, A Vitória, de Vitória de Santo Antão, e O Prelio, de Natal.
No Almanaque de lembranças Luso-brasileiro, nos anos de 1902, 1905 e 1906, também se registra a participação da escritora.
A amiga Francisca Izidora, no artigo “D. Úrsula Garcia”, publicado no Diário de Pernambuco, edição de 3 de setembro de 1905, registra e informa que Úrsula Garcia foi colaboradora do Diário de Natal e que publicou “crônicas políticas, humorísticas, paródias e versos” não assinados.
Ela é também apontada por Câmara Cascudo como a primeira jornalista do Rio Grande do Norte.